# Heptathela kanenoi
Heptathela kanenoi ONO, 1996 è un ragno appartenente al genere Heptathela della Famiglia Liphistiidae.
Il nome del genere deriva dal greco ἐπτά, heptà, cioè 7, ad indicare il numero delle ghiandole delle filiere che possiedono questi ragni, e dal greco θηλή, thelè, che significa capezzolo, proprio ad indicare la forma che hanno le filiere stesse.
Il nome proprio deriva dall'entomologo giapponese Susumu Kaneno, dell'Università di Osaka.

## Caratteristiche
Ragno primitivo appartenente al sottordine Mesothelae: non possiede ghiandole velenifere, ma i suoi cheliceri possono infliggere morsi piuttosto dolorosi
Questa specie è molto simile ad H. amamiensis, se ne distingue per il pedipalpo maschile più ampio e corrugato e che ogni plica ha un'apofisi spiniforme nella parte apicale: in conseguenza di ciò il pedipalpo ha più denti nella parte superiore. Inoltre le sue spermateche formano un insieme compatto.
Il bodylenght (lunghezza del corpo escluse le zampe) è di 10,4 millimetri al massimo per le femmine e di poco superiore nei maschi. Il cefalotorace è più lungo che largo e i tubercoli oculari sono più ampi che lunghi. I cheliceri hanno 11-13 denti, per le femmine, al margine anteriore delle zanne e 10 denti rudimentali per i maschi. L'opistosoma ha forma ovale, più lungo che largo, le filiere mediane posteriori sono ridotte e completamente fuse nelle femmine e appaiate nel maschio. Hanno due paia di spermateche di forma ovale e costituenti un insieme compatto.

## Riproduzione
Questa specie ha due spermateche di forma bilobata, con processi secondari laterali, e per queste sue caratteristiche, nell'ambito di questo genere, è stata classificata nel Gruppo B dall'aracnologo Hirotsugu Ono insieme a H. kimurai, H. amamiensis, H. yaginumai, H. kikuyai, H. yakushimaensis, H. nishikawai, H. higoensis e H. yanbaruensis.

## Colorazione
Il cefalotorace è di colore marrone chiaro o beige, la testa è leggermente più scura, il tubercolo oculare è nero; i cheliceri sono beige nella femmina e marroni nel maschio. Le zanne sono bruno-rossastre, lo sterno, le zampe e i pedipalpi sono bruno-giallastri. L'opistosoma è bruno-giallastro o beige, le scleriti dorsali sono beige o bruno-giallastre; le scleriti ventrali sono marroni tendenti al giallognolo e le filiere sono giallo-biancastre.

## Distribuzione
Rinvenuta sull'isola di Tokunoshima, nella prefettura di Kagoshima, nell'estremo sud del Giappone.